# ختير بنفسجي
ختير بنفسجي (الاسم العلمي: Cortinarius violaceus)، نوع فطريات من جنس الختير وفصيلة الختيريات. يوجد في الغابات الصنوبرية حيث عيش في المواقع الظليلة، في نصف الكرة الشمالي. بما في ذلك أوروبا وأمريكا الشمالية. لحميته جامدة، جيدة الصنف، مأكولة.